# Leonard Peikoff
Leonard Sylvan Peikoff (ur. 15 października 1933 w Winnipeg) – amerykański filozof pochodzenia kanadyjskiego, założyciel Ayn Rand Institute, promotor filozofii obiektywizmu, wykładowca i pisarz.

## Życiorys
Urodził się w 1933 roku w Winnipeg w Kanadzie, jego ojciec był lekarzem. W 1951 roku, siedemnastoletni wówczas Peikoff nawiązał znajomość z zamieszkałą w Kalifornii Ayn Rand.
Żenił się i rozwodził trzykrotnie. Ze związku z drugą żoną narodziła się jego córka Kira Peikoff, pisarka. Jego trzecią żoną była Amy Lynn Peikoff, filozofka obiektywistyczna.

## Wybrane publikacje
- Leonard Peikoff: The Ominous Parallels. Plume, 1982, ISBN 0-452-01117-5.
- Ayn Rand, Harry Binswanger, Leonard Peikoff: Introduction to Objectivist Epistemology. Penguin Books, 1990, ISBN 0-453-00724-4.
- Leonard Peikoff: Objectivism: The Philosophy of Ayn Rand. 1991, ISBN 0-452-01101-9.
- Ayn Rand, Leonard Peikoff: The Voice of Reason: Essays in Objectivist Thought. Plume, 1991, ISBN 0-452-01046-2.
- Leonard Peikoff: Objectivism Through Induction. Second Renaissance Books, 1998, ISBN 1-56114-485-1.
- Ayn Rand, Leonard Peikoff: Anthem. Plume, 1999, ISBN 0-452-28125-3.
- Ayn Rand, Gary Hull, Leonard Peikoff: The Ayn Rand Reader. Plume, 1999, ISBN 0-452-28040-0.
- Leonard Peikoff: The DIM Hypothesis: Why the Lights of the West Are Going Out. Penguin Group, 2012, ISBN 978-0-451-23481-0.
- Leonard Peikoff: The Cause of Hitler’s Germany. Penguin, 2014, ISBN 978-0-14-218147-8.